# Михайловский, Валерий Исаевич
Валерий Исаевич Михайловский (род. 16 ноября 1937, Москва) — советский режиссёр и сценарист.

## Биография
Родился 16 ноября 1937 года в Москве.
Начиная с 1955 года, работал последовательно монтёром, электрослесарем, внештатным инструктором в Дзержинском райкоме ВЛКСМ, пионервожатым в московских школах.
В 1957—1960 годах учился в Московском педагогическом институте (историко-филологический факультет, вечернее отделение).
Начиная с 1961 года последовательно работал в кинолаборатории «Профтехфильм», в Моссовете (в управлении культуры), руководителем бригады от Отдела пропаганды и агитации ЦК ВЛКСМ в Ямало-Ненецком национальном округе, заведующим литературной частью драматического театра на Малой Бронной в Москве.
В 1971 году окончил Всесоюзный государственный институт кинематографии (режиссёрский факультет, мастерская документального фильма Романа Кармена).
Работал по договорам на различных киностудиях СССР.
Является автором инсценировок на радио и в детских театрах, сюжетов для киножурналов, сценариев художественных фильмов. Является режиссёром художественных фильмов. Является автором сценария и режиссёром трёх документальных фильмов.

## Фильмография
Режиссёр и автор сценария документального кино:
- 1968 — Верим в вашу победу
- 1969 — Десять минут с Павлом Молчановым
- 1970 — Это было в Орше

Режиссёр художественного кино:
- 1979 — По данным уголовного розыска…[4][3]
- 1985 — Тайная прогулка[4][3]
- 1988 — Тайна золотого брегета

Сценарист художественного кино:
- 1978 — Супруги Орловы[4][3] (сценарий написан совместно с Марком Азовым и Марком Донским)
- 1981 — Против течения[4][3] (сценарий написан совместно с Марком Азовым)

## Критика
В. Делимарская в своей рецензии в газете «Советская культура» отметила безусловную заслугу режиссёра Михайловского в подборе исполнителей главных ролей для нового художественного фильма студии имени М. Горького «Тайная прогулка», уточнив, что образы своих военных сверстников молодые актёры создали психологически точно.